# Михали (Юрьев-Польский район)
Михали — деревня в Юрьев-Польском районе Владимирской области России, входит в состав Красносельского сельского поселения.

## География
Деревня расположена в 17 км на запад от райцентра города Юрьев-Польский.

## История
В XIX — начале XX века деревня входила в состав Петровской волости Юрьевского уезда, с 1925 года — в составе Юрьевской волости Юрьев-Польского уезда Иваново-Вознесенской губернии. В 1859 году в деревне числилось 10 дворов, в 1905 году — 23 двора.
С 1929 года деревня являлась центром Михалевского сельсовета Юрьев-Польского района, с 1940 года — в составе Фроловского сельсовета, с 1977 года — в составе Косинского сельсовета, с 2005 года — в составе Красносельского сельского поселения.

## Население
| 1859 | 1905 | 2002 | 2010 | 2021 |
| ---- | ---- | ---- | ---- | ---- |
| 78   | ↗126 | ↘0   | →0   | →0   |